# Elisabeth Ackermann
Elisabeth Ackermann, née le 18 juin 1963 à Therwil, est une personnalité politique suisse, membre des Verts.
Elle est membre du Conseil d'État du canton de Bâle-Ville de 2017 à 2021.

## Biographie
Elisabeth Ackermann naît en 1963.
Elle étudie à la Haute école de musique de Bâle (de) de 1983 à 1988, puis travaille comme professeur de guitare dans des écoles et des gymnases.
Elle est mariée et mère de deux enfants.

## Parcours politique
Membre fondatrice des Verts de Bâle-Ville, elle est élue au Grand Conseil, le législatif du canton, en 2006 et le préside en 2015. Elle est également co-présidente des Verts de Bâle-Ville de 2012 à 2016.
En 2016, elle est candidate au Conseil d'État, l'exécutif cantonal, pour succéder à son collègue de parti Guy Morin qui ne se représente pas. Elle est élue au Conseil d'État le 23 octobre 2016 lors du premier tour de l'élection. Elle obtient 23'546 voix et se place ainsi en cinquième position sur dix candidats. Le 27 novembre 2016, elle est également élue présidente du Conseil d'État pour la durée de la législature, fonction qu'elle est toutefois la seule à briguer.
Pendant la législature 2017-2020, elle met notamment sur pied la Stratégie muséale du canton, présentée en 2017, qui prévoit notamment que les musées bénéficieront désormais de budgets d'une durée de quatre ans, et non plus d'enveloppes annuelles. Elle doit toutefois faire face à des critiques sur sa gestion d'une crise qui affecte le Musée historique de Bâle,,. En août 2020, un rapport de la Commission de gestion du Grand Conseil l'accuse d'avoir dans ce cadre enfreint la loi cantonale sur les musées en ne laissant pas au Musée l'autonomie qui lui revient et d'être également contrevenue au droit du personnel lors du licenciement du directeur du musée, Marc Fehlmann. Elle est également critiquée pour la manière dont elle effectue ses représentations publiques, une tâche importante de la présidence du Conseil d'État,.
Lors des élections cantonales de 2020, elle arrive en neuvième position lors du premier tour et décide de ne pas se représenter au second tour. Elle quitte le gouvernement le 2 février 2021.